# Хюттен (Шлезвиг)
Хюттен (нем. Hütten) — община в Германии, в земле Шлезвиг-Гольштейн.
Входит в состав района Рендсбург-Экернфёрде. Подчиняется управлению Хюттен. Население составляет 209 человек (на 31 декабря 2010 года). Занимает площадь 6,91 км².